# Proechimys quadruplicatus
Proechimys quadruplicatus es una especie de roedor de la familia Echimyidae.

## Distribución geográfica
Se encuentra en Brasil, Colombia, Ecuador, Perú y Venezuela.